# Naqib al-ashraf

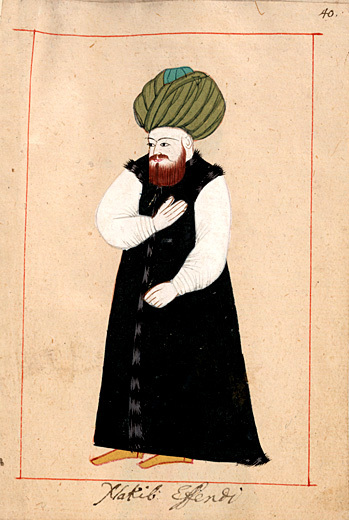
PEINTURE

Naqīb al-ashrāf (pl. Nuqabāʾ) est une expression arabe utilisée pour indiquer un rôle gouvernemental et honorifique de diverses réalités étatiques du monde islamique, attribué au principal représentant, ou superviseur, des descendants du prophète Mahomet. Les descendants de Mahomet sont connus comme Ashrāf et dans l'histoire islamique, ils se sont organisés en grands groupes ou sociétés, sur les différents territoires du monde musulman. Cela a été fait pour leur assurer une place spéciale dans les sociétés islamiques et pour maintenir leurs privilèges honorifiques et sociopolitiques.  
Ce rôle est établi à l'époque du sultanat mamelouk du Caire et est maintenu par l'Empire ottoman après la conquête de 1517. À l'époque ottomane, un Naqīb al-Ashrāf impérial nomme les Nuqabāʾ al-Ashrāf provinciaux et subordonnés. Les nominations sont renouvelées sur une base annuelle. La tâche officielle du Naqīb al-Ashrāf était de tenir à jour les listes des Ashrāf et de distribuer au Nuqabāʾ al-Ashrāf provincial les actifs et les fonds nécessaires pour administrer les affaires de l'Ashrāf dans leurs juridictions respectives. 
Des privilèges spéciaux sont accordés à l'Ashrāf dans l'Empire ottoman, qui comprennent l'inviolabilité personnelle, les exonérations de certaines taxes et l'immunité légale. En cas d'action en justice contre un membre de l', le Naqīb al-Ashrāf intervient et juge la réclamation du plaignant. 
L'impérial Naqīb al-Ashrāf, étant lui-même un Ashrāf, réside dans la capitale ottomane Istanbul et joue un rôle important dans le cérémonial de la cour à Istanbul.